# سیارک ۶۹۳۲
سیارک ۶۹۳۲ (به انگلیسی: 6932 Tanigawadake، نامگذاری:1994YK) شش هزار و نهصد و سی و دومین سیارک کشف شده‌است که در ۲۴ دسامبر ۱۹۹۴ کشف شد.